# Mary Colter

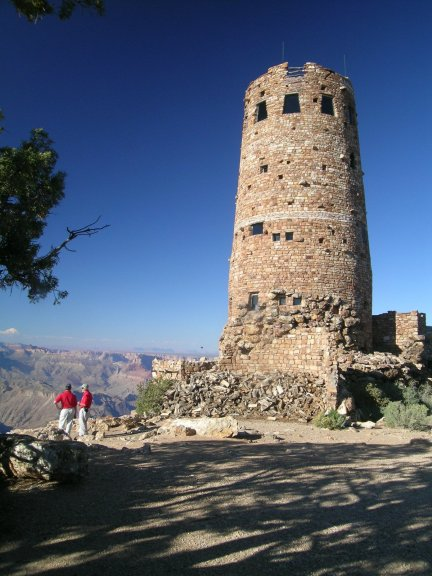
Desert View Watchtower, uppfört 1932, i södra delen av Grand Canyon National Park

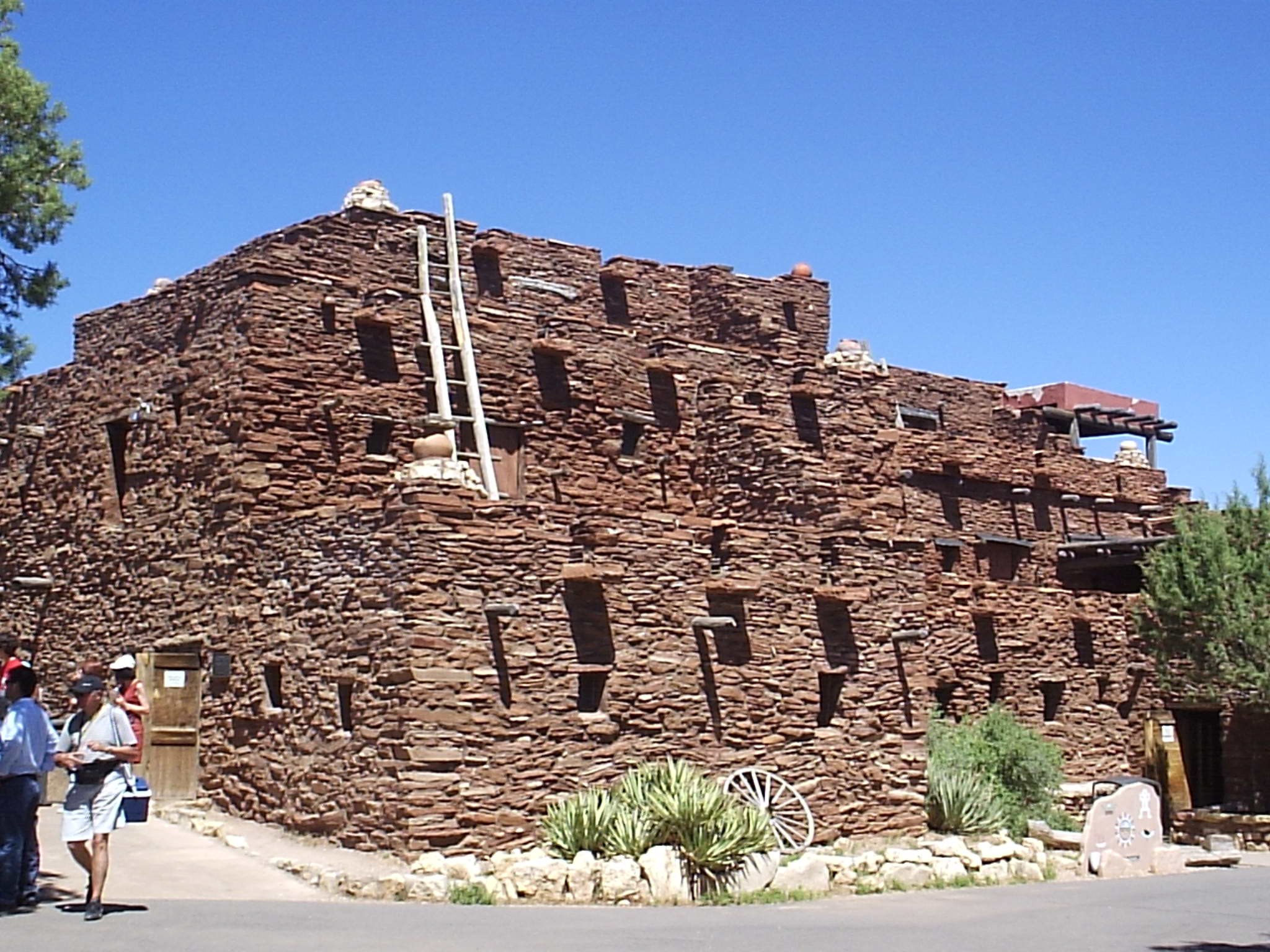
Hopi House, uppfört 1905

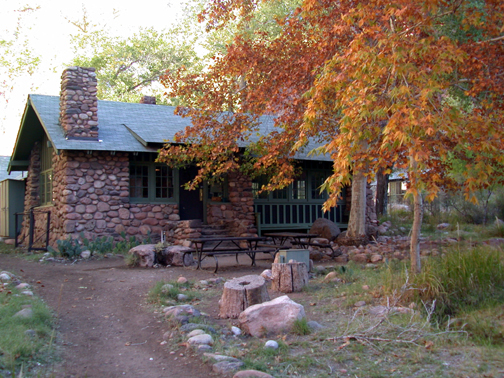
Phantom Ranch Canteen i Grand Canyons botten

Mary Elizabeth Jane Colter, född 4 april 1869 i Pittsburgh i Pennsylvania i USA, död 8 januari 1958, var en amerikansk arkitekt och formgivare. Hon ritade ett antal byggnader för Fred Harvey Company och Atchison, Topeka and Santa Fe Railway, bland annat i Grand Canyon National Park. I detta arbetade hon fram en stil, som blandade Spanish Colonial Revival-stil och Mission Revival-stil med en nordamerikansk indianmotivkrets och rustika stildrag, som blev populär över hela sydvästra USA.

## Uppväxt, utbildning och yrkesbana
Mary Colter växte upp i en familj, som under hennes uppväxt flyttade från Pittsburgh till först Colorado,  senare till Texas och slutligen till Saint Paul i Minnesota när Mary Colter var elva år gammal. Hon studerade från 1886 konst och formgivning på  California School of Design fram till 1891. Därefter flyttade hon tillbaka till Saint Paul, där hon undervisade i konst, ritning och arkitektur under många år.
Mary Colter arbetade under sin aktiva tid som arkitekt huvudsakligen för hotell- och restaurangbolaget Fred Harvey Company. Entreprenören Fred Harvey nådde under slutet av 1800-talet stor framgång med sina järnvägsrestauranger utmed bland annat Santa Fe-järnvägsbolagets huvudlinje. Han lät också uppföra hotell- och restaurangbyggnader av hög kvalitet och med konstnärlig utsmyckning. Mary Colter arbetade från 1910 heltid för Fred Harvey Company och utvidgade efter hand uppdragen från att vara inredningsarkitekt till att också bli byggnadsarkitekt och så småningom också landskapsarkitekt. Hon var bolagets ansvariga arkitekt under 38 år.

## Byggnader i Grand Canyon National Park
- 1905 El Tovar Hotel (inredning)
- 1905 Hopi House
- 1914 Hermit's Rest
- 1914 Lookout Studio
- 1922 Phantom Ranch i kanjons botten
- 1932 Desert View Watchtower
- 1935 Bright Angel Lodge
- 1936 Victor Hall, personalbostäder för män för Fred Harvey Company
- 1937 Colter Hall, personalbostäder för kvinnor för Fred Harvey Company

Fred Harvey Company fick 1922 koncession för en turistanläggning i Grand Canyons botten. För byggnaderna där (Phantom Ranch) använde sig Mary Colter av sten från platsen och grovt timrat trävirke. En sådan utformning med lokalt byggnadsmaterial och rustikt trä blev därefter den modell som National Park Service och Civilian Conservation Corps tillämpade för andra storskaliga byggnader i andra nationalparker i USA, en stil som kallades "National Park Service Rustic".

## Andra verk
Santa Fe-bolaget köpte 1925 La Fonda Hotel vid plazan i Santa Fe och hyrde ut det till Fred Harvey Company. Mary Colter svarade för en genomgripande inredningsrenovering. För detta anlitade hon konstnärer och konsthantverkare från närliggande indianbosättningar för att tillverka möbler. Indianskt formspråk användes genomgående för ljusstakar, föremål av koppar och elektrisk armatur, kakel och andra inventarier. La Fonda kom att bli det mest framgångsrika av Harvey House-hotellen.
Mary Colter ansåg själv La Posada Hotel från 1930 var hennes mästerverk. Hon var arkitekt och formgivare för hela anläggningen, inklusive byggnader och stora trädgårdar, möbler, porslin och personalens uniformer.
Sent i sitt yrkesliv formgav Mary Colter 1939 den storstilade Harvey House-restaurangen på Union Station i Los Angeles. Strax för sin pensionering 1948 ägnade hon sig 1947 åt renoveringen av Painted Desert Inn i Petrified Forest National Park i Arizona. Hon anlitade då Hopi-konstnären Fred Kabotie (omkring 1900–1986) att göra muralmålningar i restaurangen. Denna lokal k-märktes 1987.